# Spitz (Altenthann)
Spitz ist ein Ortsteil der Gemeinde Altenthann im Oberpfälzer Landkreis Regensburg (Bayern).

## Geografische Lage
Der Weiler Spitz liegt in der Region Regensburg, nördlich der Mündung des Spitzweiherbaches in den Sulzbach westlich der Staatsstraße 2145 und etwa fünf Kilometer südwestlich von Altenthann.

## Geschichte
Der Name Spitz kommt von der Lage der Ortschaft auf der Spitze zwischen Spitzweiherbach und Sulzbach. 1466 wird Spitz mit zwei Sölden erstmals schriftlich erwähnt. Es lag in der Hofmark Lichtenwald. 
Im 18. Jahrhundert hatte Spitz drei Anwesen.
Zum Stichtag 23. März 1913 (Osterfest) gehörte Spitz zur Pfarrei Altenthann und hatte 5 Häuser und 42 Einwohner.
Am 31. Dezember 1990 hatte Spitz 24 Einwohner und gehörte zur Pfarrei Altenthann.